# Mytilina mutica
Mytilina mutica is een raderdiertjessoort uit de familie Mytilinidae. De wetenschappelijke naam van deze soort is voor het eerst geldig gepubliceerd in 1849 door Perty.